# Никоноров, Пётр Михайлович
Пётр Михайлович Никоноров (13 января 1923, Чистополь, Татарская АССР — 5 июля 1983, Харьков, Харьковская область, Украинская ССР, СССР) — майор Советской Армии, участник Великой Отечественной войны, Герой Советского Союза (1944).

## Биография
Пётр Никоноров родился 13 января 1923 года в Чистополе. Рано остался сиротой, рос в детском доме. Окончил семь классов школы, занимался в аэроклубе. В 1941 году Никоноров был призван на службу в Рабоче-крестьянскую Красную Армию. В 1942 году он окончил Цнорис-Цхалинскую военную авиационную школу пилотов. С декабря того же года — на фронтах Великой Отечественной войны. Летал на Ла-5, Ла-7.
К февралю 1944 года гвардии лейтенант Пётр Никоноров командовал звеном 88-го гвардейского истребительного авиаполка 8-й гвардейской истребительной авиадивизии 5-го истребительного авиакорпуса 2-й воздушной армии 1-го Украинского фронта. К тому времени он совершил 167 боевых вылетов, принял участие в 44 воздушных боях, сбив 17 вражеских самолётов лично и ещё 5 — в составе группы.
Указом Президиума Верховного Совета СССР от 1 июля 1944 года за «отвагу и героизм, проявленные в воздушных боях, за сбитые 17 самолётов противника» гвардии лейтенант Пётр Никоноров, командир звена 88-го гвардейского истребительного авиационного полка 8-й гвардейской истребительной авиационной дивизии 5-го истребительного авиационного корпуса 2-й воздушной армии, был удостоен высокого звания Героя Советского Союза с вручением ордена Ленина и медали «Золотая Звезда» за номером 1969.
Не менее отважно воевал и после присвоения звания Героя: к маю 1945 года выполнил свыше 200 боевых вылетов, провёл более 50 воздушных боёв, сбил 21 самолёт лично и 1 в группе.
После окончания войны Никоноров продолжил службу в Советской Армии. В 1957 году в звании майора он был уволен в запас. Проживал и работал в Харькове. Скончался 5 июля 1983 года, похоронен на харьковском кладбище № 5.
Был также награждён тремя орденами Красного Знамени, орденами Отечественной войны 1-й степени и Красной Звезды, рядом медалей.